# F-Skala (Autoritäre Persönlichkeit)
Die F-Skala (Abkürzung für Faschismus-Skala, auch California F-scale) ist ein Fragebogen, der typische Einstellungen und Persönlichkeitseigenschaften der autoritären Persönlichkeit erfassen soll. Der Fragebogen ist während des Zweiten Weltkriegs, aber nicht nur mit dem Blick auf Deutschland, entwickelt worden.

## Zielsetzung und Entwicklung des Fragebogens
Der Fragebogen wurde für das berühmte sozialpsychologische Forschungsvorhaben über The Authoritarian Personality (1950) von Theodor W. Adorno, Else Frenkel-Brunswik, Daniel Levinson und R. Nevitt Sanford an der University of California at Berkeley entwickelt. Die Autoren versuchten nicht nur die Entstehung des Faschismus und Antisemitismus aufzuklären, sondern allgemeine antidemokratische Tendenzen zu erfassen und langfristig auch zur demokratischen Erziehung beizutragen.
Die ausgewählten Persönlichkeitszüge entsprechen weitgehend den von Erich Fromm aus psychoanalytischer Sicht erläuterten Kennzeichen des autoritären Charakters. Die Berkeley Group folgte außerdem noch anderen sozialpsychologischen und soziologischen Konzepten und benutzte die Itemanalyse zur Konstruktion der F-Skala, die nur eine ihrer neu entwickelten Untersuchungsmethoden ist.
Die F-Skala enthält neun Merkmale (sog. Subskalen):
- Konventionalismus. Starre Bindung an die konventionellen Werte des Mittelstandes.
- Autoritäre Unterwürfigkeit. Unkritische Unterwerfung unter idealisierte Autoritäten der Eigengruppe.
- Autoritäre Aggression. Tendenz, nach Menschen Ausschau zu halten, die konventionelle Werte missachten, um sie verurteilen, ablehnen und bestrafen zu können.
- Anti-Intrazeption. Abwehr des Subjektiven, des Phantasievollen, Sensiblen.
- Aberglaube und Stereotypie. Glaube an die mystische Bestimmung des eigenen Schicksals, die Disposition in rigiden Kategorien zu denken.
- Machtdenken und „Kraftmeierei“. Denken in Dimensionen wie Herrschaft – Unterwerfung, stark – schwach, Führer-Gefolgschaft; Identifizierung mit Machtgestalten; Überbetonung der konventionalisierten Attribute des Ich; übertriebene Zurschaustellung von Stärke und Robustheit.
- Destruktivität und Zynismus. Allgemeine Feindseligkeit, Diffamierung des Menschlichen.
- Projektivität. Disposition, an wüste und gefährliche Vorgänge in der Welt zu glauben; die Projektion unbewusster Triebimpulse auf die Außenwelt.
- Sexualität. Übertriebene Beschäftigung mit sexuellen „Vorgängen“.

Die vorgegebenen Aussagen (Items, Statements) sind mehr oder minder  kultur- und zeitabhängig wie die folgenden Beispiele zeigen:
- Mögen auch viele Leute spotten, es kann sich immer noch zeigen, dass die Astrologie vieles zu erklären vermag.
- Amerika entfernt sich so weit vom echten American way of life, dass es vielleicht nur noch mit Zwang wiederherzustellen ist.
- Gehorsam und Respekt gegenüber der Autorität sind die wichtigsten Tugenden, die Kinder lernen sollten.
- Sittlichkeitsverbrechen, wie Vergewaltigung und Notzucht an Kindern verdienen mehr als bloße Gefängnisstrafe; solche Verbrecher sollten öffentlich ausgepeitscht und noch härter bestraft werden.
- Jeder Mensch sollte einen festen Glauben an eine übernatürliche Macht haben, die über ihm steht, der er gänzlich untertan ist, und deren Entscheidungen er nicht in Frage stellt.[2]

Auf einer mehrstufigen Skala ist die Zustimmung oder Ablehnung dieser Aussagen anzugeben (Zustimmung: gering, mittel, stark oder Ablehnung: gering, mittel, stark). Eine Zustimmung zu diesen Aussagen weist auf eine rechtsradikale autoritäre Persönlichkeit hin. Die Autoren hatten darauf verzichtet, auch die Einstellungen der linksradikalen autoritären Persönlichkeit näher zu untersuchen.
Die ursprüngliche Form 78 des Fragebogens bestand aus 38 Items der F-Skala („implizite antidemokratische Tendenzen und Faschismuspotential“) zuzüglich weiterer Items zu den Bereichen Antisemitismus AS-Skala, Ethnozentrismus E-Skala und Politisch-ökonomischer Konservatismus PEC-Skala. Viele Items wurden neu entworfen, in einigen Bereichen wie Dogmatismus und Ethnozentrismus existierten bereits Vorbilder. Der gesamte Fragebogen wurde aufgrund der empirischen Ergebnisse und Itemanalysen mehrfach überarbeitet, verkürzt und inhaltlich angepasst (revidierte Form 60 mit den 38 F-Items). Nach dem Kriegsende 1945 wurde beispielsweise eine Aussage über den Tag von Pearl Harbor gestrichen und ein anderes, allerdings missverständliches Item eingefügt: „Es wäre am besten, man setzte in Deutschland einige Vorkriegsautoritäten wieder ein, um Ordnung zu halten und ein Chaos zu verhindern.“ Die F-Skala Form 40 und Form 45 haben nur 30 Items, von denen einige für zwei der neun Subskalen ausgewertet wurden.
Die Berkeley-Gruppe führte zahlreiche Erhebungen durch und beschrieb charakteristische Unterschiede zwischen ausgewählten Personengruppen und hohe Zusammenhänge zwischen den Ergebnissen der F-Skala und den Skalen Antisemitismus, Ethnozentrismus und Konservatismus. Außerdem  bestand eine Beziehung zu sozioökonomischem Status und Schulbildung (Intelligenz). Die Testautoren berichteten ausführlich über die Itemanalysen und die relativ hohe Reliabilität der F-Skala. In den USA fand The Authoritarian Personality großes Interesse und Anerkennung der Absichten.
„Der Versuch, eine Skala zu entwickeln, die Vorurteile misst, ohne diesen Zweck zu zeigen und ohne Minderheitengruppen zu erwähnen, scheint zufriedenstellend gelungen.“  …  „Ob wir den zweiten mit der F-Skala verfolgten Zweck erreicht haben  –  ein Instrument zu schaffen, mit dem die in der Charakterstruktur begründete Anfälligkeit des Individuums für den Faschismus beurteilt werden kann – muss noch bewiesen werden.“
Im deutschen Raum wird die F-Skala oft Theodor W. Adorno zugeschrieben. Richtig ist jedoch, dass der amerikanische Sozialpsychologe R. Nevitt Sanford der maßgebliche Forscher und Autor war. (Zu Adornos Anteil an dem Gesamtprojekt, seine Abneigung gegen empirische Sozialforschung mit psychologischen Methoden und die Gründe der Reihenfolge der Autorennamen siehe Autoritäre Persönlichkeit).

## Kritik an der F-Skala
Die Abkürzung als F-Skala weist auf das bereits von den Autoren erörterte Problem hin: Sie wollten damals nicht den Begriff Antisemitismus verwenden, später war der Begriff Faschismus zu eng. Vielen soziologisch ausgebildeten Sozialwissenschaftlern scheint der Begriff der autoritären Persönlichkeit  nicht zu liegen, denn er ist anfangs vom psychoanalytischen Denken geprägt und später durch die psychologische Forschung über Persönlichkeit und Persönlichkeitseigenschaften beeinflusst. Heute wird häufig der ähnliche, aber nicht gleichbedeutende Begriff Rechtsextremismus verwendet.
Sozialpsychologen versuchten, die Gültigkeit der F-Skala durch den Vergleich zwischen verschiedenen Personengruppen, die sich hypothetisch im Grad der autoritären Einstellung unterscheiden müssten, zu prüfen. Gruppenunterschiede können jedoch auch durch andere Faktoren bedingt sein: Schulbildung, soziale Schichtzugehörigkeit, religiöse Orientierung, Lebensalter, außerdem durch die Absicht, einen guten Eindruck machen zu wollen, oder durch mangelnde Offenheit. Viele der Aussagen betreffen weltanschauliche oder politische Themen und sind deswegen heikel, obwohl die Forscher bereits die Fragen zum Antisemitismus und zu ethnozentrischen Vorurteilen absichtlich ausgeklammert und innerhalb des Forschungsvorhabens in besonderen Skalen zusammengestellt hatten. Bei diesen Themen sind verzerrende Antworttendenzen eher zu erwarten als bei vielen anderen Fragebogen oder Interviews. Zu nennen sind vor allem die Ja-Sage-Tendenz (Akquieszenz) und die Tendenz, so zu antworten wie es sozial erwünscht sein könnte.

## Neuere Versionen des Fragebogens
Bereits im ursprünglichen Forschungsvorhaben gab es mehrere Versionen der F-Skala, und heute ist Autoritarismus-Skala der Oberbegriff für eine Anzahl von mehr oder minder voneinander abweichenden Fragebogeninstrumenten. In Deutschland wurde eine F-Skala erst 1966 von Klaus Roghmann publiziert: die Skala zur Erfassung autoritärer Persönlichkeitsmerkmale enthält 44 Items für die 9 Komponenten der amerikanischen F-Skala, wobei viele Items kürzer und klarer ausgedrückt sind. Es gibt je 22 gegensätzlich formulierte Aussagen. Bei der Plus-Version wären die Items zu bejahen, bei der Minus-Version zu verneinen, um als Antwort im Sinne der F-Skala verrechnet zu werden. Damit soll der möglichen Ja-Sage-Tendenz begegnet werden, beispielsweise:
Wir sollten unter unsere Vergangenheit einen Schlussstrich ziehen; bei den anderen sind genauso schlimme Dinge vorgekommen (Plus-Version).  –   Wir sollten uns intensiver mit unserer jüngsten Vergangenheit auseinandersetzen, auch wenn bei den anderen genau so schlimme Dinge vorgekommen sind (Minus-Version).
Aus der amerikanischen F-Skala wurden 11 Items entnommen, 3 entstammen einer Dogmatismusskala von Rokeach und 8 sind auch in der Frankfurter Skala von Freyhold zu finden. Die Gütekriterien wurden nur unzureichend geprüft.
Vom Frankfurter Institut für Sozialforschung wurde 1971, wohl durch Adorno angeregt, aber erst zwei Jahrzehnte nach dessen Rückkehr aus den USA, die Frankfurter Autoritarismus-Skala durch Michaela von Freyhold veröffentlicht.  (Michaela von Freyhold: Autoritarismus und politische Apathie. Europäische Verlagsanstalt, Frankfurt a. M. 1971.). Es handelte sich um eine Revision der amerikanischen Skala mit nur noch 13 Items aufgrund von Itemanalysen an einer großen Stichprobe, jedoch ohne neue Gültigkeitsnachweise, beispielsweise durch Vergleichsuntersuchungen – wie es möglich gewesen wäre – von Mitgliedern der SS und Waffen-SS, NSDAP-Mitgliedern, Mitläufern und Tätern im NS-Regime.
Von Gerda Lederer und Mitarbeitern wurde 1983 auf der Basis der kalifornischen F- und E-Skalen sowie neuerer amerikanischer Beiträge 8 Subskalen entwickelt und überprüft: Allgemeiner Autoritarismus, Kernautoritarismus, Respekt für unspezifische Autorität, Respekt für Staatsautorität, Respekt für elterliche Autorität,  Ausländerablehnung, Autoritäre Familienstruktur, Neuer Allgemeiner Autoritarismus.
Detlef Oesterreich hatte 1974 eine Autoritarismusskala veröffentlicht, die zwei Subskalen enthielt: zur Erfassung der Rigidität (Starrheit des Verhaltens) mit 17 Items und des Dogmatismus mit 24 Items. Eine grundsätzliche theoretische und testmethodische Revision führte 1998 zu einem neuen psychologischen Fragebogen, der lediglich auf das Verhalten und Erleben, also die Einschätzung der eigenen Person und der Gefühle in bestimmten Situationen gerichtet ist. Dieser Autoritarismusfragebogen soll einen Beitrag zur Erklärung politischer Einstellungen leisten, ohne diese zu erfassen. Der Fragebogen enthält 31 Items aus Bereichen, die nach Oesterreich  die zentralen Merkmale autoritärer Persönlichkeiten bilden:
1. Ängstliche Abwehr von Neuem und Fremden,
2. Rigides und unflexibles Verhalten,
3. Anpassungs- und Unterordnungsbereitschaft,
4. Orientierung an Macht und Stärke,
5. Feindseligkeit und unterdrückte Aggressivität,
6. Konformität.

Jedes Item ist als Doppelaussage formuliert, in der sich zwei Aussagesätze gegenüberstehen. Dazwischen liegt eine 5-Punkte-Skala mit den Stufen „stimmt genau“, „stimmt weitgehend“, „schwer zu sagen“, „stimmt weitgehend nicht“, „stimmt nicht“.  Ein Beispiel:
„Ich bewundere Menschen, die andere beherrschen können“  -   -   -   -   -    „Ich verachte Menschen, die andere beherrschen wollen“
Für die Auswertung werden die den Antworten zugeordneten Punktwerte zu einem Gesamtwert addiert. Der Fragebogen wurde in leicht abgewandelten Versionen in vier empirischen Studien bei etwa 3000 Jugendlichen und jungen Erwachsenen eingesetzt. Ob die gegensätzliche Formulierung der Aussagen tatsächlich die Ja-Sage-Tendenz wesentlich zu verringern vermag, ist mangels unabhängiger Prüfmöglichkeiten kaum zu beurteilen. Solche Gegensätze genau auszudrücken ist psychologisch und sprachlich oft schwierig. Viel wichtiger wird wahrscheinlich die Antworttendenz im Sinne der sozialen Erwünschtheit sein, die sich in Fragebogen grundsätzlich nicht genau überprüfen lässt. Die Reliabilitätskoeffizienten (innere Konsistenz, siehe Itemanalyse)  lagen in der Größenordnung von 74 bis .85. Die Ergebnisse korrelierten mit einer unabhängigen Skala für rechtsextremistische Orientierungen, doch fehlen systematische Vergleiche mit bekannten Persönlichkeitsfragebogen, die ähnliche Inhalte haben, und vor allem genauere Gültigkeitsprüfungen auf der Ebene des Alltagsverhaltens.

## Forschungserfahrungen und Kritik
Die F-Skala soll ein Muster (Syndrom) von antidemokratischen Einstellungen und Persönlichkeitseigenschaften diagnostizieren und Hinweise auf das „faschistische Potential“ geben. Die außerordentliche Bedeutung des Gesamtkonzepts in der Nachkriegszeit führte zu einer unüberschaubaren Anzahl von Untersuchungen und Interpretationen (zur Grundlagenkritik, zur zögernden Rezeption im Nachkriegs-Deutschland, sowie zu neueren Forschungsansätzen und Literaturhinweisen, siehe Autoritäre Persönlichkeit).
Die üblichen Reliabilitätskoeffizienten sind bei einem aus unterschiedlichen Komponenten bestehenden Fragebogen nur sehr bedingt als Maßstäbe geeignet und müssen durch Faktorenanalysen, Clusteranalysen und andere statistische Verfahren ergänzt werden (siehe Persönlichkeitsfragebogen). Die ursprüngliche F-Skala sollte nicht eine einzige (und homogene) Dimension erfassen, sondern ein Muster von ähnlichen, häufig zusammen auftretenden Merkmalen. Von einer typischen autoritären Persönlichkeit kann also auch dann gesprochen werden, wenn nicht alle Merkmale vorhanden und gleichmäßig ausgebildet sind. Überzeugende Gültigkeitsnachweise, die über die beschriebenen Gruppenunterschiede hinausgehen, sind sehr schwierig, denn die Selbstbeurteilungen im Fragebogen müssten mit objektiven Verhaltensbeobachtungen in bestimmten Situationen, mit Biographien und politischen Vorgängen verglichen werden (wie auch Altemeyer in seinen Büchern betont hat, siehe auch Meloen, 1993).  Aus der sozialpsychologischen Forschung über die Bereitschaft zum Gehorsam (Milgram-Experiment und Stanford-Prison-Experiment) liegen – auch aus methodischen Gründen – keine  überzeugenden Antworten zu dieser Fragestellung vor.
In Deutschland hat die F-Skala bzw. die Forschung zur autoritären Persönlichkeit, auch im Hinblick auf den Nationalsozialismus, weitaus weniger Interesse gefunden als in den USA. Das Thema bleibt jedoch aktuell. Von alltagsnaher Feldforschung abgesehen gibt es gegenwärtig, trotz der kritischen Einwände, kaum eine überzeugendere Alternative als einen der verbesserten Fragebogen zu verwenden. Ein Fragebogen zum Dogmatismus oder Rechtsextremismus würde nicht das breitere Muster der autoritären Haltung beschreiben können.